# I Got U
"I Got U" (literalmente Entendi em português) é uma canção do DJ e produtor musical britânico Duke Dumont com o produtor Jax Jones. Foi lançada como o segundo single do seu próximo álbum de estúdio de estréia em 16 de março de 2014. A canção ficou no topo da UK Singles Chart. Está em seu EP EP 1, que foi lançado na América do Norte.

## Composição e lançamento
A canção interpola vocais de performance de "My Love Is Your Love". Dumont se inspirou na gravação original da canção de Whitney Houston, dizendo:. "É uma das minhas canções favoritas de Whitney, especialmente a última parte de Whitney."
Em abril de 2014, Dumont explicou seu processo de fazer a canção:
| “ | Tenho tendência a fazer canções de verão nas canções de inverno e de inverno no verão... Eu sou assim: típica pessoa britânica, que no inverno geme que é muito frio e no verão geme que é muito quente; então o estúdio é meu escapismo. Não havia um plano mestre como 'Ei, eu só vou fazer uma canção de verão e então promover meu trabalho em torno dela em janeiro"- não havia muito processo de pensamento nisso! | ” |

Foi lançado no Reino Unido em 16 de março de 2014 pela Blasé Boys Club/Virgin Records. Um remix EP foi lançado no mesmo dia, e contém remixes da canção por MK, Tensnake, Jonas Rathsman, Bondax e High Contrast.

## Faixas
| Digital download – single |           |         |  |
| N.º                       | Título    | Duração |  |
| 1.                        | "I Got U" | 4:45    |  |

| CD single |                            |         |  |
| N.º       | Título                     | Duração |  |
| 1.        | "I Got U"                  | 4:45    |  |
| 2.        | "I Got U" (Tensnake Remix) | 5:48    |  |

| Digital download – EP |                                 |         |  |
| N.º                   | Título                          | Duração |  |
| 1.                    | "I Got U" (MK Remix)            | 7:17    |  |
| 2.                    | "I Got U" (Tensnake Remix)      | 5:48    |  |
| 3.                    | "I Got U" (Jonas Rathman Remix) | 5:57    |  |
| 4.                    | "I Got U" (Bondax Remix)        | 4:20    |  |
| 5.                    | "I Got U" (High Contrast Remix) | 4:53    |  |

## Créditos pessoais
- Jerry Duplessis: compositor
- Wyclef Jean - compositor
- Adam Dyment - compositor, produtor, programação
- Jax Jones (Timucin Aluo) - compositor, produtor, instrumentos, programação
- Tommy Forrest - misturador
- Hal Ritson - amostra produtor recreação, backing vocals
- Kelli-Leigh Henry-Davila - vocais
- Yolanda Quartey - backing vocals
- Richard Adlam - backing vocals
- Daniel Pearce - backing vocals

Créditos adaptados do CD single "I Got U".

## Desempenho nas paradas
| Parada (2014)                                                                        | Melhor posição |
| ------------------------------------------------------------------------------------ | -------------- |
| Austrália (ARIA)                                                                     | 17             |
| Áustria (Ö3 Austria Top 75)                                                          | 19             |
| Bélgica (Ultratop 50 de Flandres)                                                    | 14             |
| Bélgica (Ultratop 50 da Valônia)                                                     | 32             |
| República Checa (Rádio Top 100)                                                      | 6              |
| República Checa (Singles Digitál Top 100)                                            | 17             |
| Dinamarca (Hitlisten)                                                                | 36             |
| Europa (Billboard Euro Digital Song Sales)                                           | 2              |
| França (SNEP)                                                                        | 35             |
| O campo songid é OBRIGATÓRIO PARA PARADA ALEMÃ                                       | 22             |
| Hungria (Rádiós Top 40)                                                              | 2              |
| Hungria (Single Top 40)                                                              | 3              |
| Irlanda (IRMA)                                                                       | 1              |
| Israel (Media Forest)CAMPO DE ANO E SEMANA OBRIGATÓRIO PARA PARADA ISRAELITA AIRPLAY | 3              |
| Itália (FIMI)                                                                        | 10             |
| Países Baixos (Single Top 100)                                                       | 47             |
| Nova Zelândia (Recorded Music NZ)                                                    | 29             |
| Polónia (Polish Airplay Top 100)                                                     | 5              |
| Polónia (Dance Top 50)                                                               | 17             |
| Escócia (Scottish Singles Chart)                                                     | 2              |
| Eslováquia (Rádio Top 100)                                                           | 17             |
| Suíça (Schweizer Hitparade)                                                          | 36             |
| Reino Unido (UK Dance Chart)                                                         | 1              |
| Reino Unido (UK Singles Chart)                                                       | 1              |
| Estados Unidos (Billboard Dance/Electronic Songs)                                    | 13             |
| Estados Unidos (Billboard Dance Club Songs)                                          | 1              |

## Paradas de fim de ano
| Parada (2014)                     | Posição |
| --------------------------------- | ------- |
| Alemanha (Official German Charts) | 78      |
| Itália (FIMI)                     | 55      |
| Polónia (ZPAV)                    | 13      |